# Lijst van rijksmonumenten in Nigtevecht
De plaats Nigtevecht telt 26 inschrijvingen in het rijksmonumentenregister. Hieronder een overzicht.
| Object | Oorspronkelijke functie?  | Bouwjaar                      | Architect        | Locatie                | Coördinaten?                 | Nr.?   | Afbeelding                                                    |
| --- | ------------------------- | ----------------------------- | ---------------- | ---------------------- | ---------------------------- | ------ | ------------------------------------------------------------- |
| Statig huis met rechte kroonlijst, in topgevels eindigend | Woonhuis                  | 18e eeuw                      |                  | Dorpsstraat 39         | 52° 16' 22" NB, 5° 1' 41" OL | 30614  | Meer afbeeldingen                                             |
| Fraaie boerderij, langhuis beneden topgevel met voluten | Boerderij                 | aanvang 18e eeuw              |                  | Dorpsstraat 67         | 52° 16' 23" NB, 5° 1' 46" OL | 30615  | Meer afbeeldingen                                             |
| Pand met gedodekopte lijstgevel | Woonhuis                  | 18e eeuw                      |                  | Dorpsstraat 106        | 52° 16' 21" NB, 5° 1' 42" OL | 30616  | Meer afbeeldingen                                             |
| Lage woning met mansarde dak | Woonhuis                  |                               |                  | Dorpsstraat 110        | 52° 16' 21" NB, 5° 1' 43" OL | 30617  | Meer afbeeldingen                                             |
| Pand met gepleisterde lijstgevel met tentdak | Woonhuis                  |                               |                  | Dorpsstraat 112        | 52° 16' 21" NB, 5° 1' 44" OL | 30618  | Meer afbeeldingen                                             |
| Gepleisterd pand met rechte kroonlijst | Woonhuis                  | 17e eeuw                      |                  | Dorpsstraat 118        | 52° 16' 21" NB, 5° 1' 45" OL | 30619  | Meer afbeeldingen                                             |
| Gepleisterd pand met topgevel. Gevelsteen met oranjeboom | Woonhuis                  | 17e eeuw                      |                  | Dorpsstraat 120        | 52° 16' 21" NB, 5° 1' 45" OL | 30620  | Meer afbeeldingen                                             |
| Langgerekt gepleisterde lijstgevel | Woonhuis                  | mogelijk 18e eeuw             |                  | Dorpsstraat 124        | 52° 16' 21" NB, 5° 1' 46" OL | 30621  | Langgerekt gepleisterde lijstgevel                            |
| Witgepleisterd pand met verdieping en met pannen gedekt dak, dat links doorloopt over nr 124 en rechts schildvormig beëindigd is                                                     | Woonhuis                  | mogelijk 18e eeuw             |                  | Dorpsstraat 130        | 52° 16' 22" NB, 5° 1' 47" OL | 30622  | Meer afbeeldingen                                             |
| Dwarshuisje onder zadeldak tussen puntgevels, waarvan de vrijstaande aan de linkerzijde vlechtingen heeft. Uitbouw onder pannen zadeldak met puntgevel tegen de achterzijde          | Woonhuis                  | 18e eeuw                      |                  | Dorpsstraat 154        | 52° 16' 24" NB, 5° 1' 49" OL | 30623  | Meer afbeeldingen                                             |
| Nederlands Hervormde Kerk met toren | Kerk en kerkonderdeel     | ca. 1300                      |                  | Dorpsstraat 45         | 52° 16' 22" NB, 5° 1' 44" OL | 30624  | Meer afbeeldingen                                             |
| Voormalige dorpspomp op natuurstenen sokkel, voorzien van marmeren gedenkplaten met inscripties en met opstand van siersmeedwerk met jaartal; tuit in de vorm van een leeuwekop.     | Straatmeubilair           | 1893 (jaartal) 1897 (opstand) |                  | Dorpsstraat bij 53     | 52° 16' 23" NB, 5° 1' 47" OL | 30625  | Meer afbeeldingen                                             |
| Boerderij "Vechtgelegen" | Boerderij                 | 18e eeuw                      |                  | Klompweg 24            | 52° 16' 32" NB, 5° 1' 56" OL | 30626  | Meer afbeeldingen                                             |
| Boerderij, lang dwarshuis met lage opkamer. Gepleisterd dak met pannen gedekt | Boerderij                 | 18e eeuw                      |                  | Klompweg 80            | 52° 17' 4" NB, 5° 3' 24" OL  | 30630  | Meer afbeeldingen                                             |
| Boerderij, gepleisterd dwarshuis met topgevel, fraai exemplaar | Boerderij                 | 17e eeuw                      |                  | Kanaaldijk Oost 8      | 52° 16' 31" NB, 5° 1' 26" OL | 30631  | Meer afbeeldingen                                             |
| Garstenmolen: houten achtkante met riet gedekte grondzeiler op stenen voet | Industrie- en poldermolen | 1876                          |                  | Vreelandseweg 59       | 52° 15' 52" NB, 5° 1' 33" OL | 30632  | Meer afbeeldingen                                             |
| Boerderij op L-vormige plattegrond. Woonhuis onder met pannen gedekt zadeldak tussen zijtopgevels. Gevels gepleisterd. Voorgevel door lijst afgesloten; rechtergedeelte onderkelderd | Boerderij                 |                               |                  | Vreelandseweg 36       | 52° 15' 39" NB, 5° 1' 48" OL | 30633  | Meer afbeeldingen                                             |
| Zwaanwijck: park | Tuin, park en plantsoen   | 1800-1850                     |                  | Klompweg bij 46        | 52° 16' 52" NB, 5° 2' 53" OL | 520377 | Zwaanwijck: park                                              |
| Zwaanwijck: woonhuis | Woonhuis                  | 1896                          | H.H. Hagedorn jr | Klompweg 46            | 52° 16' 54" NB, 5° 2' 56" OL | 520378 | Meer afbeeldingen                                             |
| Zwaanwijck: voormalige tuinmanswoning | Bijgebouwen kastelen enz. | 1896                          |                  | Klompweg 58            | 52° 16' 54" NB, 5° 2' 56" OL | 520379 | Zwaanwijck: voormalige tuinmanswoning                         |
| Zwaanwijck: voormalig KOETSHUIS met twee dienstwoningen | Bijgebouwen kastelen enz. | 1896                          |                  | Klompweg 62            | 52° 16' 54" NB, 5° 2' 56" OL | 520380 | Zwaanwijck: voormalig KOETSHUIS met twee dienstwoningen       |
| Zwaanwijck: theekoepel | Tuin, park en plantsoen   | 1896                          |                  | Klompweg bij 58        | 52° 16' 52" NB, 5° 2' 53" OL | 520381 | Meer afbeeldingen                                             |
| Zwaanwijck: toegangshek | Erfscheiding              | 1750-1800                     |                  | Klompweg bij 46        | 52° 16' 52" NB, 5° 2' 53" OL | 520382 | Zwaanwijck: toegangshek                                       |
| Breevecht | Woonhuis                  | ca. 1900                      |                  | Klompweg 18            | 52° 16' 36" NB, 5° 2' 1" OL  | 520398 | Meer afbeeldingen                                             |
| Groepsschuilplaatsen type P | Militair verblijfsgebouw  |                               |                  |                        | 52° 17' 6" NB, 5° 3' 51" OL  | 531337 | Groepsschuilplaatsen type P                                   |
| Nieuwe Hollandse Waterlinie Cluster 6. Duiker bij Nigtevecht. | Fort, vesting en -onderdl |                               |                  |                        | 52° 16' 24" NB, 5° 1' 13" OL | 531526 | Nieuwe Hollandse Waterlinie Cluster 6. Duiker bij Nigtevecht. |
| Grote sluis tussen de Vecht en het Amsterdam-Rijnkanaal | Waterkering en -doorlaat  | ca. 1889                      |                  | Kanaaldijk Oost 6, bij | 52° 16' 28" NB, 5° 1' 22" OL | 531527 | Grote sluis tussen de Vecht en het Amsterdam-Rijnkanaal       |
| Kleine sluis tussen de Vecht en het Amsterdam-Rijnkanaal | Waterkering en -doorlaat  | ca. 1889                      |                  | Kanaaldijk Oost 6, bij | 52° 16' 28" NB, 5° 1' 19" OL | 531528 | Kleine sluis tussen de Vecht en het Amsterdam-Rijnkanaal      |